# Baruffini
Baruffini (Barfii in dialetto valtellinese), spesso citata come "i Baruffini" è una delle quattro frazioni del Comune di Tirano in provincia di Sondrio (Valtellina). Ha 249 abitanti, è situata a 800 metri di altezza, sul versante sud del Monte Masuccio (Alpi Retiche occidentali) e dista 4 km. dalla stazione ferroviaria di Tirano e dalla Ferrovia Retica. La sua condizione di paese confinante con la Svizzera, unita alla scarsità di opportunità di lavoro, portò fra il 1960 e la fine degli anni settanta, allo sviluppo sul suo territorio di un imponente fenomeno di contrabbando i cui proventi modificarono profondamente l'economia della valle.

## Toponimo
Il nome di questa frazione è linguisticamente ricostruito o supposto: taluni ne ipotizzano la derivazione dal verbo longobardo “rauffen” o "baraufen", cioè “azzuffarsi” o dal provenzale "barruffautz" attaccabrighe.
È localmente accreditata l'ipotesi che questa attribuzione derivi dai contrasti avvenuti con i numerosi viandanti che in passato attraversavano i terreni della frazione percorrendo il sentiero di collegamento fra la Valtellina e lo xenodochio di San Romerio, in territorio svizzero. Che gli abitanti di Baruffini fossero tutt'altro che inclini alla sopportazione delle incursioni nei loro territorio lo si desume dalle testimonianze conservate nell'archivio parrocchiale di Tirano in merito alle legittime reazioni che gli abitanti di quella zona ebbero in occasione di una delle tante scorribande predatorie avvenute da parte delle milizie francesi nel 1625.
(Don Lino Varischetti, "Tirano", Raccolta di studi storici della Valtellina, n.19,1961)
Nell'opera Raetia, del diplomatico, storico e cartografo svizzero Giovanni Guler von Weineck si trova questo passaggio:
(Giovanni Guler von Weineck,"Raetia", 1616)

## Geografia antropica
Il territorio della frazione è articolato in nove storiche contrade: Bottigioli, Buglio, Case alte, Dossello, Mocchioni, Parlenti, Piazzo, Selva e Santo Stefano. Nei vicoli stretti delle contrade vi sono ancora intatti, angoli di architettura spontanea rurale di grande interesse etnografico.
Il panorama si estende sulla Valle dell'Adda, sino al terrazzo di Teglio e sul conoide di deiezione della Valchiosa.
L'andamento demografico della popolazione di Baruffini non si differenzia da quello registrato per le altre realtà sociali dell'intera valle. Già dal XIV secolo si ha notizia dell'emigrazione valtellinese prevalentemente verso il Veneto o il Trentino;. per Baruffini il fenomeno è ancora più accentuato in quanto la scarsità del terreno per l'agricoltura e la mancanza di opportunità alternative di lavoro rendono la vita di questa comunità estremamente difficile. La poca monocoltura a vigneto, l'unica in grado di produrre un reddito, riesce appena a mantenere il coltivatore per metà dell'anno, diventa quindi indispensabile andare a cercare altrove le risorse necessarie..
Il fenomeno è in graduale crescita fino alla fine del XVIII secolo, per assestarsi nei primi primi anni del 1900. Il censimento del 1911 rileva che si trovavano fuori provincia 15.431 persone, delle quali il 67,5%, ossia 10.400 erano all'estero. Le mete sono lontane (Stati Uniti d'America, Australia, Argentina, Brasile, Uruguay e Canada) e nelle frazioni, nelle quali la povertà e la miseria sono endemiche, il fenomeno migratorio e ancora più marcato. A Baruffini coloro che sono rimasti trovano nel contrabbando con la vicina Svizzera l'unico sbocco allo stato di grave indigenza nel quale versa questa piccola comunità rurale.
I proventi di questo traffico diventano sempre più importanti sino ad aumentare significativamente le disponibilità economiche dei suoi cittadini. Se da una parte questa condizione muta positivamente la qualità della vita dei baruffinesi, dall'altra provoca però un'accelerazione del fenomeno dello spopolamento: molti residenti si trasferiscono a Tirano, sia per avvicinarsi ai servizi e agli esercizi commerciali sia per investire i proventi del contrabbando in attività commerciali e imprenditoriali; la popolazione complessiva passa così dalle oltre 900 unità del 1900 agli attuali 249 abitanti.
Il riscatto economico e sociale, ha rischiato così di compromettere definitivamente quel fragile equilibrio che nei secoli si era creato fra l'uomo e la montagna. L'emigrazione di ritorno, avvenuta negli ultimi anni soprattutto da parte delle giovani generazioni sta compensando il trend del decremento abitativo rivalutandone nel contempo le risorse ambientali e umane del paese.
La popolazione di Baruffini dal 1901 al 1975:
| Anno | Residenti |
| ---- | --------- |
| 1901 | 953       |
| 1911 | 939       |
| 1921 | 776       |
| 1936 | 743       |
| 1951 | 594       |
| 1961 | 542       |
| 1971 | 457       |

La popolazione di Baruffini dal 1981 al 2011
| Anno | Residenti |
| ---- | --------- |
| 1981 | 317       |
| 1991 | 278       |
| 2001 | 257       |
| 2011 | 249       |

Popolazione residente per età (anno 2011)
| Anno            | Residenti |
| --------------- | --------- |
| da 0 a 5 anni   | 6         |
| da 6 a 13 anni  | 10        |
| da 14 a 18 anni | 6         |
| da 19 a 39 anni | 59        |
| da 40 a 65 anni | 88        |
| oltre 65 anni   | 80        |
| TOTALE          | 249       |

## Storia

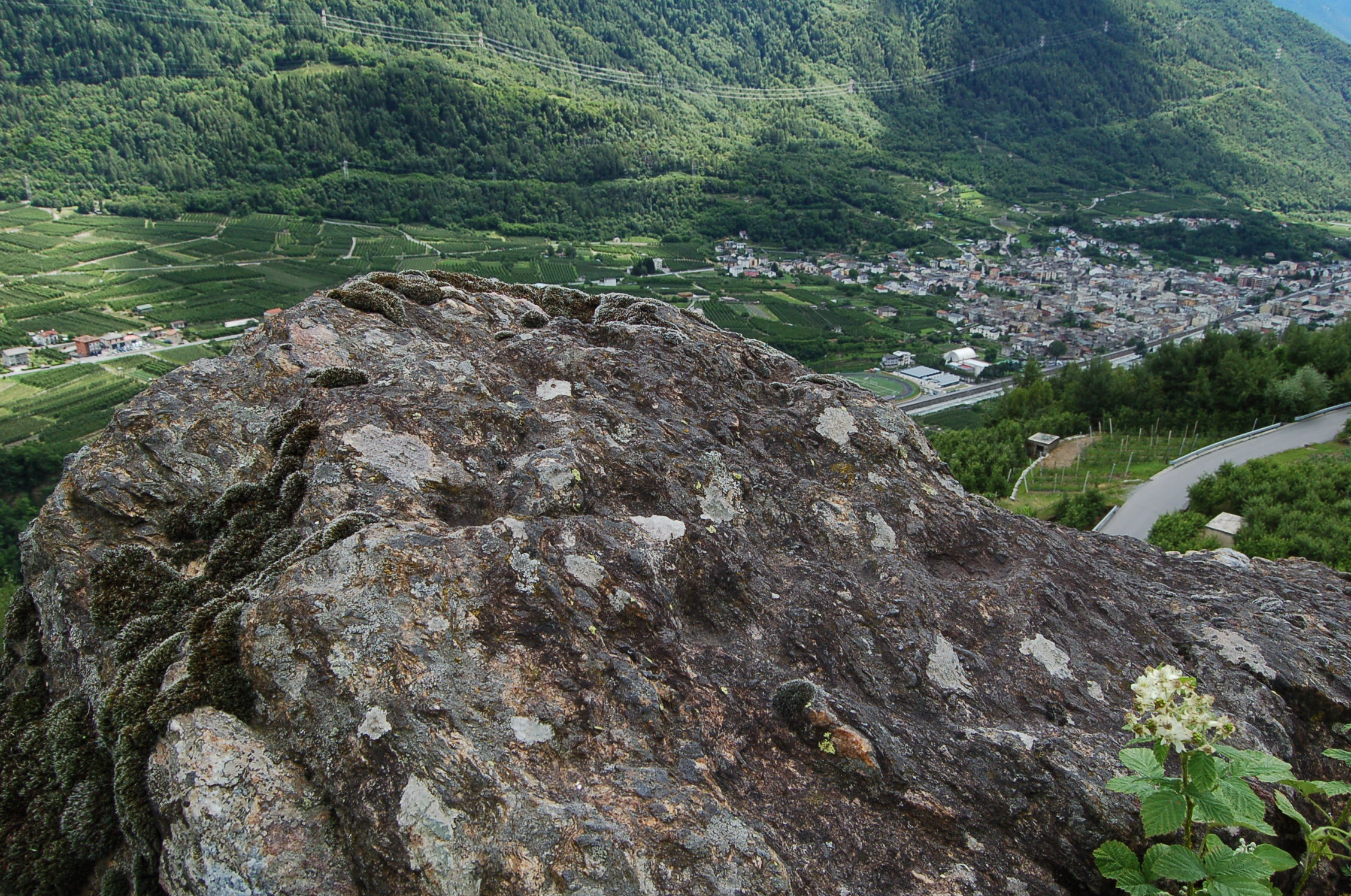
Le coppelle sul masso "Becco d'aquila".

Alcune coppelle, rinvenute nei dintorni del paese, evidenziano tracce di insediamenti preistorici nella zona. Dai registri e dai documenti della parrocchia, risulta che la Chiesa di San Pietro Martire fu edificata nel 1536. Le prime strade, mulattiere in terra battuta, furono costruite nel 1922 mentre la corrente fu allacciata nel 1928. la prima linea telefonica fu inaugurata il 17 settembre del 1932. Il primo servizio di corriera che collegava la frazione al capoluogo venne istituito nel 1955.

## Luoghi di interesse

### Chiesa di San Pietro Martire
La chiesa di San Pietro Martire, intitolata a Pietro da Verona martirizzato il 6 aprile del 1252, fu edificata nel 1536 e fu consacrata il 13 agosto del 1537 da monsignor Giovanni Melegaris, delegato dal vescovo di Como Cesare Trivulzio. Nelle note del vescovo Feliciano Ninguarda in visita apostolica in Valtellina nell'estate del 1589, si fa cenno alla dedica della chiesa di Baruffini anche a santa Marta. Di tale titolazione si è però persa memoria nel corso dei secoli.
(Varischetti L.- Cecini N. (a cura di)., NINGUARDA. La Valtellina negli Atti della visita pastorale diocesana di F. Feliciano Ninguarda Vescovo di Como. Annotati e pubblicati dal Sac. Dott. Santo Monti nel 1892, Sondrio 1963)

### Incisioni preistoriche e resti arcaici
Prima dell'ingresso del paese, a poche decine di metri, sul lato a valle della carreggiata, si possono osservare un gruppo di coppelle preistoriche incise su un grande masso proteso nel vuoto e identificato dagli abitanti nel luogo detto Becco d'aquila.
Analoghe incisioni sono state rinvenute in località "La corna".
Sul territorio sono anche presenti numerose costruzioni arcaiche a forma di cupola, realizzate in pietra, (crotti) la cui funzione era quella della conservazione del latte durante il periodo estivo. In alcuni la temperatura era mantenuta costantemente bassa in virtù del "sorèl", uno spiraglio naturale proveniente dal sottosuolo da cui soffia una corrente d'aria fresca che mantiene la temperatura tra i 4 e gli 8 gradi.

### Il sentiero del pane
Il sentiero del pane è un percorso di circa 2 km che è tornato alla luce grazie ad una ricerca storica eseguita nell'anno 2007 dagli alunni delle classi seconde della scuola primaria del Circolo didattico di Tirano, sede Luigi Credaro. Il sentiero, ripristinato dai volontari del Club Alpino Italiano e inaugurato il 26 maggio 2007 è pianeggiante, panoramico e si snoda fra gli antichi terrazzamenti, una volta coltivati a vite, segale e grano saraceno, all'ombra di aceri, castagni e betulle. Sul suo percorso si incontrano diversi crotti in buon stato di conservazione. Il sentiero si chiama così perché una volta era percorso dagli abitanti di Roncaiola che portavano la segale al mulino di Baruffini e tornavano indietro con grandi quantitativi di pane la cui caratteristica era quella di potersi conservare per un lungo periodo.

### Il sentiero del contrabbando e della memoria
Il "Sentiero del contrabbando e della memoria" è stato inaugurato nel 2007 dalla sezione ANFI  di Tirano che ne ha curato la realizzazione. Il percorso è stato dedicato a due vittime, su fronti opposti, del contrabbando, Irma Rinaldi e il finanziere Dario Cinus. Lo sviluppo complessivo è di 8,5 km, il dislivello in altezza è di 450 metri ed il tempo di percorrenza è stimato in 4 ore. L'anello non è impegnativo e ripercorre i sentieri sui quali, contrabbandieri e finanzieri, si confrontavano durante il periodo del contrabbando. Ogni anno, a giugno, si svolge una suggestiva manifestazione durante la quale vengono riproposte ai partecipanti le stesse scene di attacco e fuga che si svolgevano nei decenni passati proprio in quelle località.

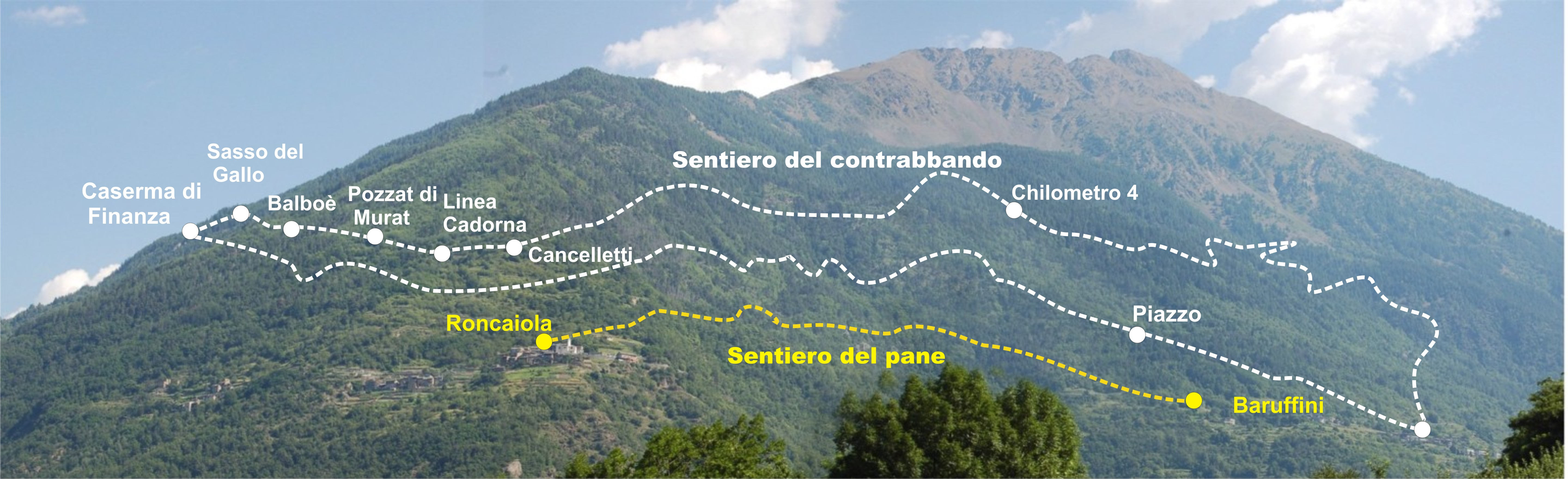
Monte Masuccio - Il sentiero del pane e il sentiero del contrabbando.

## Gastronomia
La cucina tipica di Baruffini riprende, con qualche variante, i piatti tipici della Valtellina: pizzoccheri, taròz, polenta in fiur,, formaggi di casera e polenta taragna. Baruffini vanta alcune particolarità culinarie quali i Chisciöi di Baruffini, la fritula e la torta di San Pietro TELLUS folio che viene tradizionalmente preparata il giorno 29 aprile, festa del patrono del paese.

## Istituzioni e associazioni

### La scuola
L'edificio scolastico comunale è stato inaugurato il 4 ottobre 1953, presenti i ministri Vanoni, Melloni e Valsecchi ma la prima forma istituzionale per l'istruzione in Baruffini risale al 1910, anno dell'inaugurazione della Casa destinata ad accogliere 60 bambini dell'asilo e 38 alla classe prima. La Casa fu istituita su domanda dell'on. Ido Pedrotti, allora presidente della Congregazione di Carità di Tirano, e fu affidata a due suore di Maria Ausiliatrice che la gestivano con una cuoca. La scuola rimaneva aperta nove mesi all'anno per otto ore continuative. I bambini venivano accolti gratuitamente e le risorse per far fronte alle spese venivano da elargizioni e sussidi.
.
(On. Ido Pedrotti, Relazione amministrativa del 30 dicembre 1911 in Carla Moretta Soltoggio, Cento anni di vita a Tirano, ed. Figlie di Maria Ausiliatrice, Tirano, 1997)
Il decremento della popolazione scolastica portò alla chiusura dell'asilo e della scuola elementare nel 1989. Attualmente l'edificio scolastico ospita l'ambulatorio medico, un circolo ricreativo giovanile, la sede del Consorzio Pascoli Montani, la sede dell'organizzazione di volontariato Borgo Baruffini e la sala prove della filodrammatica Barfì & Friends.

### Il Consorzio Pascoli Montani
Per lo sviluppo del sistema colturale montano è stato istituito negli anni '70 il Consorzio Pascoli Montani. Compiti del Consorzio sono la salvaguardia del territorio attraverso la manutenzione delle vie interpoderali, dei muri di contenimento e dei terrazzamenti. Negli ultimi anni il consorzio ha realizzato piste tagliafuoco e una capillare rete di distribuzione idrica. Ogni anno i soci si riuniscono per l'elezione del presidente e dei consiglieri.

### Associazione "BORGO BARUFFINI"

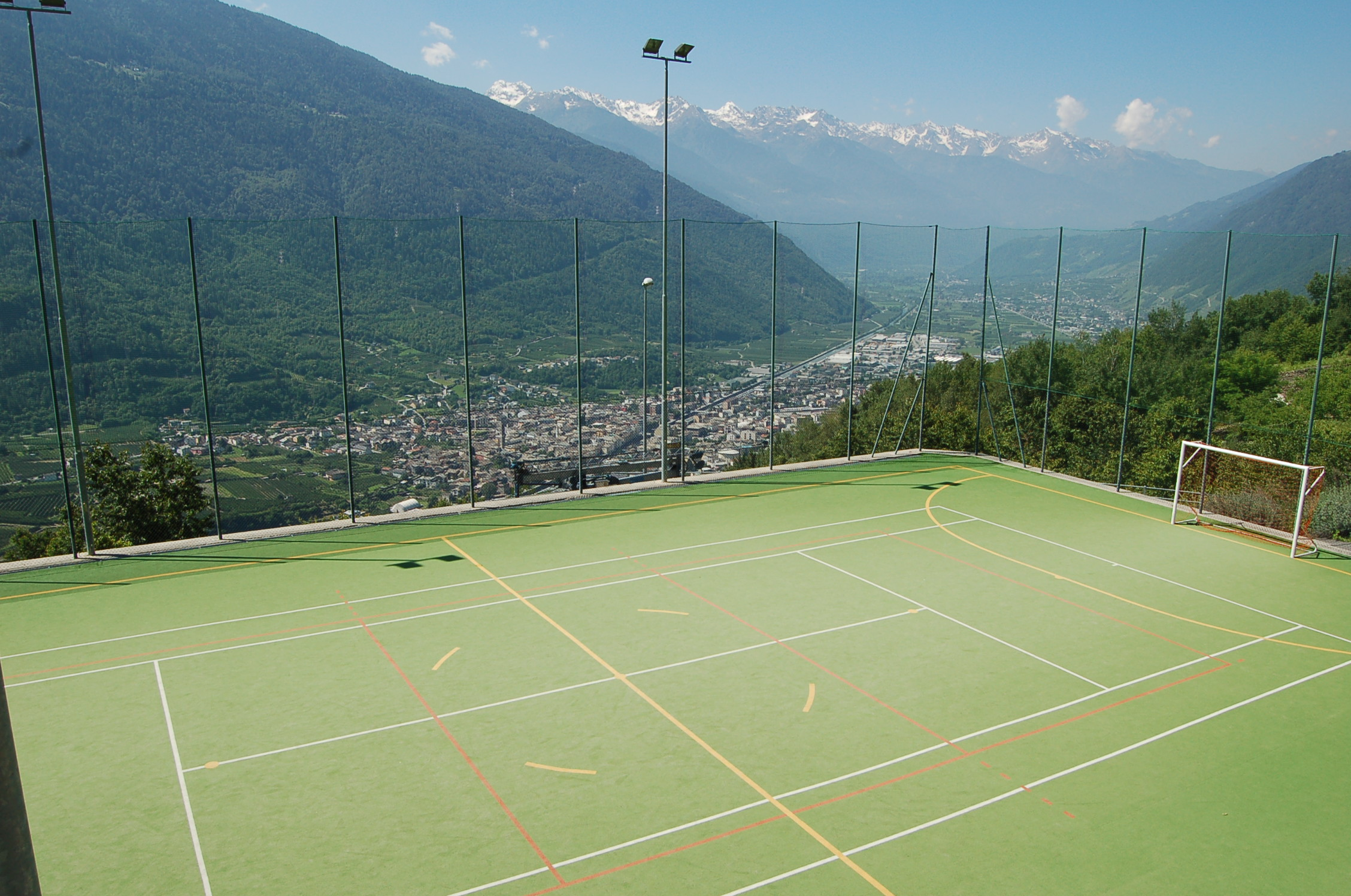
Il Campo sportivo polifunzionale.

Il 2 aprile del 2019 un gruppo di residenti ha istituito l'Organizzazione di Volontariato "Borgo Baruffini". L'associazione, che ha raccolto il testimone dell'associazione culturale "Il Masuccio" sciolta nello stesso anno, persegue finalità civiche, solidaristiche e di utilità sociale. In particolare intende promuovere un modello di sviluppo finalizzato a valorizzare il territorio montano della frazione di Baruffini. In seno a "Borgo Baruffini" opera la compagnia filodrammatica "Barfì & Friends" che autoproduce e rappresenta in Tirano, fuori Tirano e in Svizzera, spettacoli teatrali che si ispirano prevalentemente alla storia e alla tradizione locale. L'associazione collabora con la gestione del Campo sportivo polifunzionale.

## Il sistema colturale
Il terreno poco fertile e scosceso, unito alla frammentazione fondiaria ha originato un'agricoltura di basso livello tecnologico e di basso reddito. I piccoli appezzamenti sono coltivati prevalentemente a meleto, varietà Golden Delicious e Stark Delicious. Le patate sono coltivate in alternanza colturale con il grano saraceno (Fagopyrum esculentum),. Di recente si è attivata positivamente la coltura dei mirtilli e dei lamponi.

## Fauna
Baruffini è delimitata da selve di castagni, querce, meleti e vigneti che costituiscono l'habitat ideale per scoiattoli, tassi, volpi, faine, ricci e lepri. Numerosa anche la fauna aviaria, come il picchio, il cuculo, il fagiano, il merlo, la ballerina bianca, la gazza, il corvo e il pettirosso.

## Geografia fisica

### Clima
Baruffini ha il tipico clima delle zone alpine: fresco e asciutto in estate e temperature invernali che si protraggono per un periodo più lungo rispetto alla media nazionale. Le precipitazioni piovose sono più copiose in estate a causa dei temporali di calore. Il versante retico sul quale insiste Baruffini crea un microclima particolare che presenta valori medi di eliofania e di temperature superiori a quelli che si registrano sul versante orobico o sul fondo valle.

## Fatti storici

### La rappresaglia
Il 13 ottobre del 1944, in seguito all'uccisione di un militante della Repubblica Sociale Italiana avvenuto durante uno scontro a fuoco con i partigiani, Baruffini subì una violenta rappresaglia. I militanti della R.S. I. sottoposero il paese ad un fuoco di mitragliatrice e di mortaio, dopo saccheggiarono ed incendiarono gran parte delle umili case. Non si contarono vittime fra i paesani perché, avvertiti i primi spari, la frazione si svuotò rapidamente e tutti riuscirono a mettersi in salvo scappando sulla montagna.

### Frane e alluvioni
L'8 dicembre 1807 dopo un periodo prolungato di piogge un'enorme frana percorre un grande canale che interessa il Monte Masuccio investendo strade, spazzando vigneti e case. La frana investe l'abitato tiranese e arriva ad interessare il corso del fiume Adda.
(Unità compresa in: Stabilimenti ecclesiastici, di pubblica istruzione e beneficenza."Corrispondenza con ecclesiastici e maestri" (1804))
Il 2 agosto del 1955 una violenta tempesta si abbatté sul versante retico provocando frane e smottamenti. Il paese venne invaso da fango e detriti, le cantine furono allagate, le vigne e i raccolti distrutti.
(Ricerca condotta dal maestro Giovanni Sandrini dell'Istituto scolastico elementare di Baruffini - Classi v - a.s. 1978)